# Gelting
Gelting là một đô thị thuộc huyện Schleswig-Flensburg, bang Schleswig-Holstein, Đức.